# Intergroove
Intergroove war ein Independent-Musikvertrieb, der 2014 aufgrund von Insolvenz aufgelöst wurde.

## Geschichte
Intergroove wurde 1995 als ein deutscher Independent-Musikvertrieb gegründet. Der Schwerpunkt lag in den Genres Elektro und Hip-Hop sowie Chart Pop Musik; der Sitz der Gesellschaft war in Offenbach am Main. Der Vertrieb ist 2014 insolvent gegangen. Intergroove vertrieb vor allem House- und Technolabels wie Drumcode, Harthouse, Kanzleramt, Oslo, Raum Musik und Tsuba. Die Firma hatte zuletzt rund 40 Mitarbeiter. Jedoch wurden auch die Hip-Hop Labels German Dream und Echte Musik vertrieben, sowie das Label Al Massiva.